# Монсгайм
Монсгайм (нім. Monsheim) — громада в Німеччині, розташована в землі Рейнланд-Пфальц. Входить до складу району Альцай-Вормс. Центр об'єднання громад Монсгайм.
Площа — 9,60 км2. Населення становить 2562 ос. (станом на 31 грудня 2020).